# William Fisher Salgado
William Fisher Salgado (Pavas, San José; 4 de julio de 1951) es un exfutbolista costarricense que se desempeñaba como delantero.

## Trayectoria
Con 17 años fue jugador profesional del Deportivo México, club con que obtuvo el subcampeonato de Primera División en 1976 y dos temporadas después pasó al CS Herediano. Llegando con los florenses, logró el bicampeonato nacional y luego pasó por el Deportivo Saprissa en 1980.
En 1981, fue cedido al Real CD España de la Liga Nacional de Honduras, donde ganó la Copa Fraternidad Centroamericana.
Se retiró de jugar en 1987 con el CD Luis Ángel Firpo de la Primera División de El Salvador. Totalizó 442 juegos en la Primera División de su país y anotó 108 goles.

## Selección nacional
Estuvo en tres partidos con la selección de Costa Rica, anotando un único gol ante Guatemala.

### Participaciones en clasificatorias
| Clasif.              | Sede   | Resultado | Part. | Goles |
| -------------------- | ------ | --------- | ----- | ----- |
| Clasif. Mundial 1978 | Varias | Eliminado | 1     | 1     |

## Clubes
| Club                       | País        | Año       |
| -------------------------- | ----------- | --------- |
| Deportivo México           | Costa Rica  | 1967-1978 |
| Herediano (cesión)         | Costa Rica  | 1975      |
| C.D. Tapachulteca (cesión) | El Salvador | 1975      |
| C.S. Herediano             | Costa Rica  | 1978-1980 |
| Deportivo Saprissa         | Costa Rica  | 1980-1981 |
| A.D. San Carlos            | Costa Rica  | 1981      |
| Municipal San José         | Costa Rica  | 1981-1984 |
| Real C.D. España (cesión)  | Honduras    | 1981      |
| A.D. Sagrada Familia       | Costa Rica  | 1984-1986 |
| C.D. Luis Ángel Firpo      | El Salvador | 1987      |

## Palmarés

### Títulos nacionales
| Título           | Equipo    | País       | Año  |
| ---------------- | --------- | ---------- | ---- |
| Primera División | Herediano | Costa Rica | 1978 |
| Primera División | Herediano | Costa Rica | 1979 |

### Títulos internacionales
| Título                           | Equipo (*)  | País     | Año  |
| -------------------------------- | ----------- | -------- | ---- |
| Preolímpico de Concacaf          | Costa Rica  | Varias   | 1980 |
| Copa Fraternidad Centroamericana | Real España | Honduras | 1981 |

(*) Incluyendo la selección.